# Sektorenkopplung

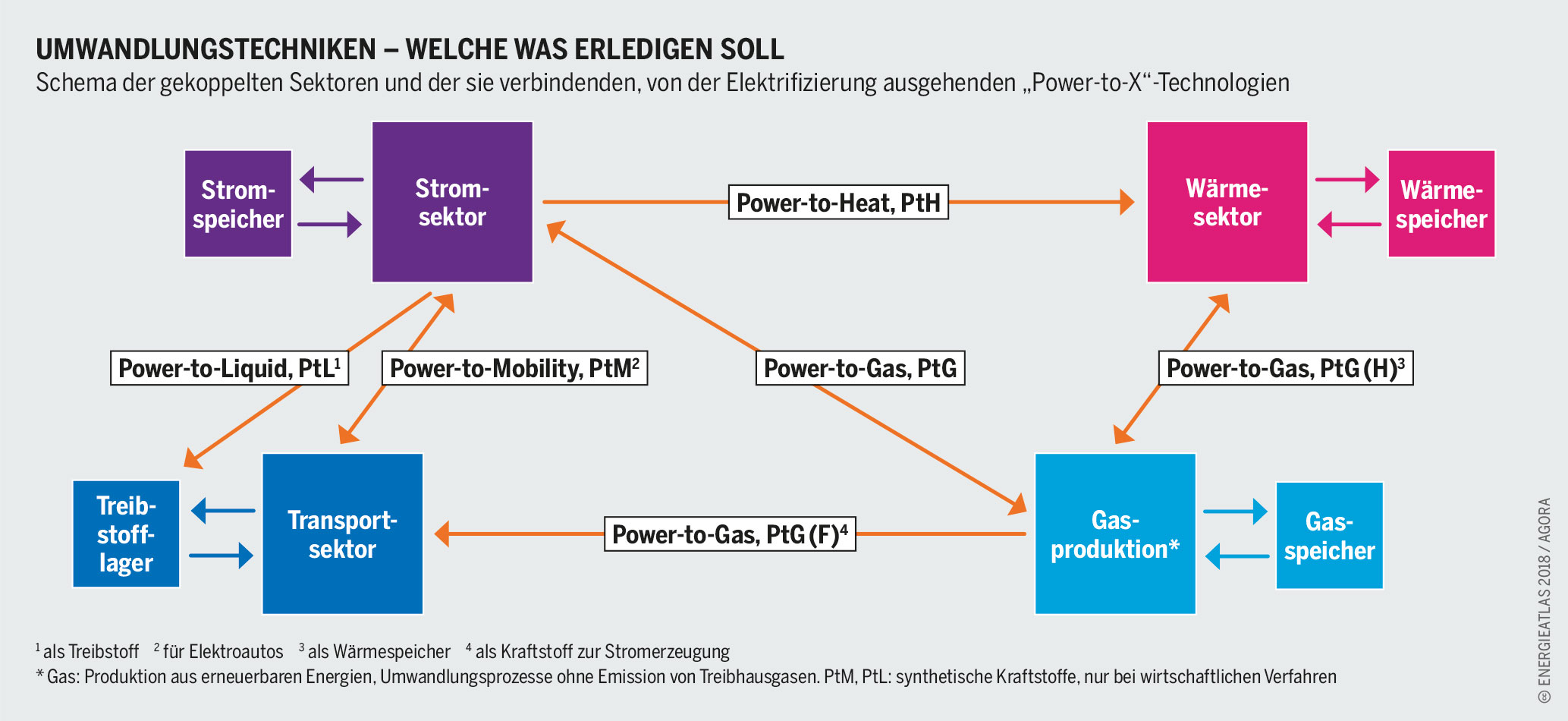
Sektorenkopplung und verschiedene Power-to-X-Technologien

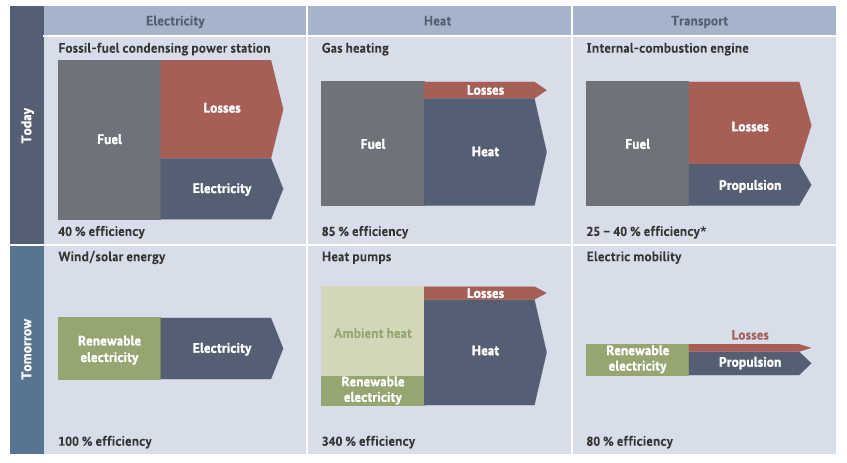
Vergleich bestimmter Wirkungsgradketten des heutigen fossilen Energiesystems und eines elektrifizierten erneuerbaren Energiesystems

Unter Sektorenkopplung (auch Sektorkopplung oder engl. Sector Coupling oder Integrated Energy genannt) wird die Vernetzung der Sektoren der Energiewirtschaft sowie der Industrie verstanden, die gekoppelt, also in einem gemeinsamen holistischen Ansatz optimiert werden sollen. Traditionell wurden die Sektoren Elektrizität, Wärmeversorgung (bzw. Kälte), Verkehr und Industrie weitgehend unabhängig voneinander betrachtet.
Die Idee hinter dem Konzept ist es, nur auf Einzelsektoren zugeschnittene Lösungsansätze hinter sich zu lassen, die nur Lösungen innerhalb des jeweiligen Sektors berücksichtigen, und stattdessen hin zu einer ganzheitlichen Betrachtung aller Sektoren zu kommen, die ein besseres und günstigeres Gesamtsystem ermöglicht. Die Sektorenkopplung bietet drei Hauptvorteile:
- Erstens ermöglicht sie, dass mithilfe von erneuerbaren Energien alle Sektoren der Wirtschaft dekarbonisiert werden können.
- Zweitens ermöglicht die intelligente Kopplung der Sektoren mit Hilfe von bestimmten energieeffizienten Technologien wie Wärmepumpenheizungen, KWK-Anlagen oder Elektroautos eine deutliche Senkung des Energieverbrauchs.
- Drittens schafft die Sektorenkopplung, und damit die Nutzung großer und günstiger Energiespeicher außerhalb des Elektrizitätssektors, sogenannte funktionale Stromspeicher[2], große Flexibilität in der Nachfrage nach elektrischer Energie, mit der die Schwankungen der dargebotsabhängigen erneuerbaren Energien wie Windenergie und Solarenergie ausgeglichen werden können, ohne zu stark in teure elektrische Energiespeicher investieren zu müssen. Gleichzeitig steigt durch die Sektorenkopplung die Energiesicherheit.[3]

Gerade weil die Sektorenkopplung Synergieeffekte bei der Integration von hohen Anteilen erneuerbarer Energien ermöglicht, wird sie als Schlüsselkonzept bei der Energiewende und dem Aufbau von Energiesystemen mit 100 % erneuerbaren Energien betrachtet. Es besteht ein weitgehender Konsens, dass die Sektorenkopplung notwendig ist, um die Energiewende umzusetzen und die Klimaschutzziele zu erfüllen.
Ein sektorgekoppeltes Energiesystem wird auch als Hybridnetz bezeichnet; ein über mehrere Energieinfrastrukturen integriertes, ganzheitlich konzipiertes und optimiert betriebenes System wird engl. Smart Energy System genannt.

## Definition
Michael Sterner und Ingo Stadler definieren die Sektorenkopplung als Verbindung der „Sektoren Strom, Wärme, Verkehr“ sowie des „nicht-energetischen Verbrauch fossiler Rohstoffe (v. a. Chemie) über Energiespeicher und Energiewandler.“ Durch die Kopplung der unterschiedlichen Sektoren wird es ermöglicht, erneuerbare elektrische Energie als wichtigen Energieträger auch zur Dekarbonisierung der anderen Sektoren zu nutzen.
Ausgangspunkt und Kern der Sektorenkopplung ist der Stromsektor, der Energie aus regenerativen Quellen für alle anderen Verbrauchssektoren liefert. Zur Überbrückung von kalten Dunkelflauten wird von einem Energieberatungsunternehmen die Speicherung von Synthesegas als mögliche Lösung gesehen. Neben der Elektromobilität ist zur Anknüpfung des Verkehrssektors die Nutzung synthetischer Kraftstoffe in der Diskussion.

## Konzept
Das Erreichen der Klimaschutzziele erfordert, die Emissionen aller Energiesektoren auf Null zu reduzieren. Die Notwendigkeit zur Sektorenkopplung ergibt sich aus der Tatsache, dass mit Windenergie und Solarenergie die wichtigsten erneuerbaren Energiequellen deutlich besser zur Stromerzeugung geeignet sind als zur Produktion von Kraftstoffen und Wärme. In Staaten wie Deutschland ist zudem das Potenzial anderer erneuerbarer Energiequellen wie Bioenergie, Geothermie und Solarthermie begrenzt, sodass auch aus diesem Grund der Großteil der Energie durch Windkraft- und Photovoltaikanlagen produziert werden muss. Kernelement der Sektorenkopplung ist daher die Umstellung der Sektoren Wärme und Verkehr auf Ökostrom, sodass dieser zur wichtigsten Energieform der gesamten Energieversorgung wird. Daraus leitet sich dann ein Strategiepfad ab, der aus dem schnellen Ausbau der erneuerbaren Energiequellen als energetische Basis der Sektorenkopplung besteht und durch einen parallelen Ausbau von Wärmepumpenheizungen und der Elektromobilität ergänzt wird. Wärmepumpen und Elektroautos fungieren in einem solchen System als bei Bedarf flexibel zuschaltbare Last. Der Einsatz von Wärmepumpen und E-Autos anstelle fossil betriebener Heizungen und Fahrzeuge führt bereits beim gegenwärtigen Strommix in fast jeder Region der Welt zur Reduktion der Kohlenstoffdioxidemissionen.
In der Forschungsliteratur wird zunehmend die Auffassung vertreten, dass eine Dekarbonisierung der Stromerzeugung, der eine Elektrifizierung nahezu aller Sektoren des Energiesystems folgt, die günstigste Lösung für ein nachhaltiges, klimafreundliches Energiesystem sein wird. Auch der IPCC geht in seinem Sonderbericht 1,5 °C globale Erwärmung davon aus, dass die Elektrifizierung von Endverbrauchern in Kombination mit der Dekarbonisierung des Stromsektors das wichtigste Mittel zur Dekarbonisierung anderer Verbrauchssektoren des Energiesystems ist. Drei Viertel der in einer Delphi-Studie befragten Experten glauben, dass im Jahr 2040 eine All Electric Society Realität sein wird, also eine Gesellschaft, in der die verschiedenen Energieverbrauchsektoren wie Wärmeerzeugung, Verkehr und Industrie primär von Strom aus erneuerbaren Energie versorgt werden.
Die Herausforderungen des schwankenden Angebots insbesondere von Sonnen- und Windenergie könnten durch diese Kopplung der einzelnen Sektoren wesentlich verringert werden. Während z. B. Ansätze, die nur den Stromsektor alleine betrachten, oft vergleichsweise hohe und teure Stromspeicherkapazitäten erfordern, ermöglicht die Sektorenkopplung einen deutlich geringeren Einsatz von Stromspeichern, da die schwankende Erzeugung von Wind- und Solarstrom nicht mehr nur im Stromsektor ausgeglichen werden muss, sondern unter anderem auch Wärmesektor oder Verkehrssektor die nötige Flexibilität zum Ausgleich der Schwankungen liefern können. So können Stromüberschüsse z. B. als Wärme, Kälte, synthetische Brennstoffe usw. gespeichert werden, ohne dass teure Stromspeicher zum Einsatz kommen müssen.
Auf diese Weise lassen sich deutliche Kostenreduzierungen im Gesamtsystem erzielen, da Wärme-, Gas- und Treibstoffspeicher um Größenordnungen niedrigere Investitionskosten aufweisen als Stromspeicher. Beispielsweise liegen die Investitionskosten für Wärmespeicher bei gleicher Speicherkapazität etwa um Faktor 100 niedriger als für Stromspeicher. Zwar würde in den genannten Fällen die Rückverstromung in sehr niedrigen Wirkungsgraden resultieren; dies ist aber bedeutungslos, da die Rückverstromung in der Regel überhaupt nicht vorgesehen ist. Stattdessen liegt der Sinn der Sektorenkopplung darin, die verschiedenen Sektoren flexibel zu koppeln, um den Mangel an Flexibilität der erneuerbaren Energien wie Wind und Photovoltaik zu kompensieren. Dieses Lastmanagement über die einzelnen Verbrauchssektoren hinweg kann als sogenannte funktionaler Stromspeicher dazu dienen, die Schwankungen der erneuerbaren Stromproduktion zu dämpfen und damit die gleichen Aufgaben übernehmen wie echte Stromspeicher. Da ein solches Lastmanagement fast immer günstiger ist als konventionelle Energiespeicherung, wird in der Fachliteratur darauf hingewiesen, dass sie aus Kostengründen vorrangig eingesetzt werden sollte.
Gleichzeitig können z. B. mehr fossile Brennstoffe eingespart werden, wenn Stromüberschüsse über Wärmepumpen und Elektroautos im Wärme- und Verkehrssektor genutzt werden, als wenn der überschüssige Strom direkt gespeichert würde. Insbesondere die Kopplung von Strom- und Wärmesektor mit Wärmepumpenheizungen ist wichtig, da diese als die effizienteste Form der Strom-Wärme-Kopplung gelten. So gilt z. B. der Einsatz von (Groß)-Wärmepumpen in Fernwärmesystemen als einer der vielversprechendsten Wege, um die Energieeffizienz von Wärmenetzen zu steigern und die Klimaschutzziele zu erreichen. Damit ist die Sektorenkopplung ebenfalls insofern wichtig, dass sie den Aufbau eines energieeffizienten Gesamtenergiesystems ermöglicht, das sowohl ökonomisch als auch ökologisch machbar ist. Neben Wärmepumpen können Strom- und Wärmesektor auch über klassische Power-to-Heat-Anlagen wie variabel betriebene Elektrodenkessel, Heizstäbe und Elektroboiler gekoppelt werden. Beide Kopplungsarten ermöglichen zusammen mit Wärmespeichern eine günstige und variable Nachfrage nach elektrischer Energie. Auf diese Weise kann der Wärmesektor dem Stromsektor Flexibilität bereitstellen, die benötigt wird, um die Schwankungen der Stromerzeugung aus Wind- und Solarenergie auszugleichen. Umgekehrt kann über die Rückverstromung von Speichergasen per Kraft-Wärme-Kopplung auf effiziente Weise die Restlast gedeckt werden, sofern die dargebotsabhängige Erzeugung nicht ausreicht, um die Last zu decken. Dies entspricht einer Kopplung der leitungsgebundenen Infrastrukturen für Gas, thermische und elektrische Energie im Sinne einer Energiedrehscheibe (engl. Energy Hub).
Während in der „ersten Phase der Energiewende“ die Förderung der klimaneutralen Stromerzeugung im Mittelpunkt stand, geht es in der „zweiten Phase“ darum, das Energiesystem als Ganzes in den Fokus zu nehmen und Anreiz-Strukturen für intelligente Energiesysteme und die Verwertung von Stromspitzen zu schaffen sowie das Lastmanagement auf Seiten der Stromnutzer anzugehen. Aufgrund der Sektorenkopplung ist durch die Energiewende in Deutschland einerseits mit einem höheren Stromverbrauch als heute zu rechnen, andererseits wird allerdings der Primärenergiebedarf durch den Einsatz regenerativer Quellen und die damit gesteigerte Energieeffizienz bei der Stromerzeugung zurückgehen. In den Sektoren Wärme und Verkehr werden bislang fast ausschließlich fossile Brennstoffe eingesetzt. Mit dem Einsatz der Mechanismen der Sektorenkopplung ist laut einer Studie der Deutschen Energie-Agentur ein Nettozubau erneuerbarer Energien von durchschnittlich bis zu 8,5 Gigawatt jährlich bis zum Jahr 2050 erforderlich.
Der Bedarf an zusätzlichen Stromtrassen ist ein anderer je nachdem, ob isoliert der Stromsektor betrachtet wird oder alle drei Energie-Sektoren. Da im Winter durch den Wärmebedarf wesentlich mehr Energie benötigt wird, bietet es sich an, die Kapazitäten so auszulegen, dass im Sommer ein Überangebot vorhanden ist, das über einen Langzeitspeicher gepuffert und damit für den Winter vorgehalten werden kann. Generell gilt, dass Strom recht einfach zu transportieren ist, seine Speicherung jedoch hohe Kosten verursacht. Hingegen lässt sich Wärme nur schwer über (längere) Entfernungen transportieren, dafür ist sie einfach zu speichern. Strom kann zudem sehr leicht in Wärme verwandelt werden, während der umgekehrte Weg deutlich aufwendiger ist.

## Verbindungselemente zwischen den Sektoren
Die wesentlichen Maßnahmen hierfür sind:
1. mehr Elektrifizierung im Energiesystem und falls das nicht direkt möglich ist,
2. zunehmende Vernetzung der einzelnen Sektoren mit Power-to-X-Technologien.

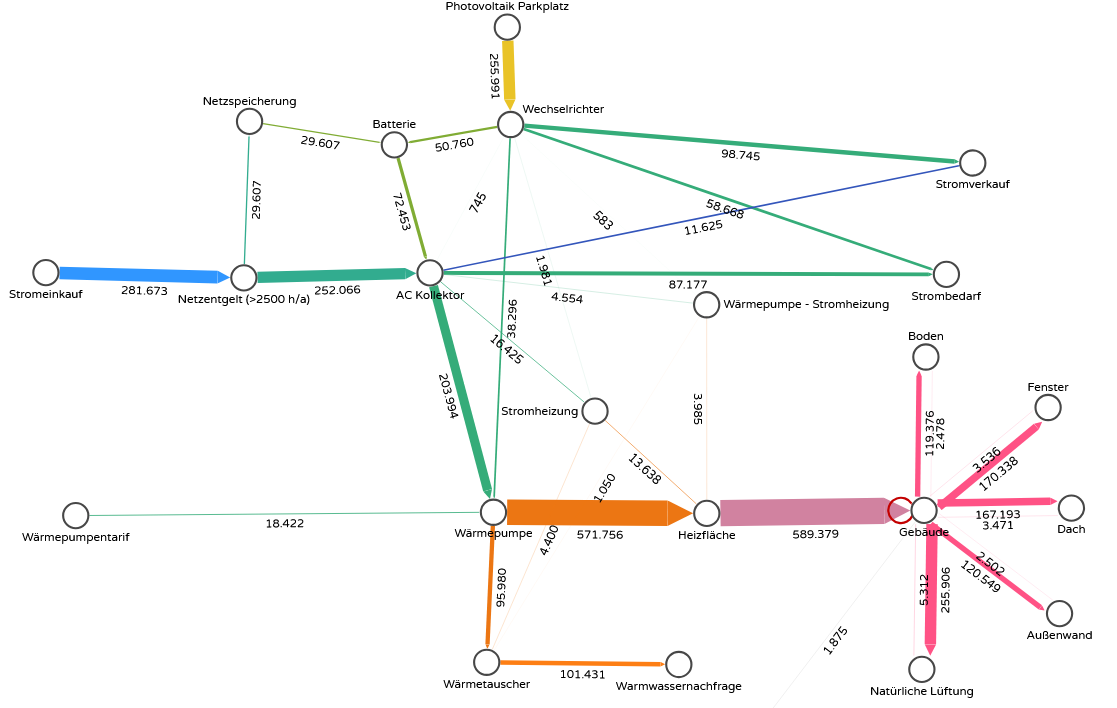
Beispielhafte Darstellung der jährlichen Energieflüsse im Hinblick auf die Kopplung der Sektoren Wärme und Strom eines Gewerbebetriebs

Als Verbindungselemente zwischen den Sektoren gibt es eine Vielzahl von verfügbaren Techniken, deren Zusammenwirken noch zu gestalten ist. Wichtige Kopplungselemente sind:
- Power-to-Gas: Erzeugung von Energiegasen aus erneuerbarem Überschussstrom durch die Elektrolyse (Aufspaltung von Wasser in Wasserstoff und Sauerstoff) und ggf. anschließende Methanisierung (Herstellung von erneuerbarem Erdgas durch die Anlage von Wasserstoff- an Kohlenstoffatome) als zentrales Kopplungselement zwischen Strom- und Gasinfrastruktur mit dem Ziel, zusätzliche Flexibilitäten zu schaffen. Power-to-Gas-Anlagen können nahe den Erzeugungsschwerpunkten erneuerbaren Stroms gebaut werden, der Gastransport kann unter bestimmten Umständen den Bau neuer Stromtrassen reduzieren.
- Power-to-Heat: Einsatz von überschüssigen Strommengen im Wärmemarkt durch die Verwendung von regelbaren Heizelementen in lokalen Wärmespeichern, in Fernwärmesystemen oder die Zuschaltung von Wärmepumpen.
- Power-to-Liquid: Verfahren zur Herstellung von flüssigen Treibstoffen aus Überschussstrom über den Weg von grünem Wasserstoff, bis hin beispielsweise zu verwertbaren Grundchemikalien (Methanol) oder Treibstoffen aus synthetischen Kohlenwasserstoffen (Dimethylester, Kerosin etc.) Durch die Power-to-Liquid-Techniken kann die Energie-Optimierung länderübergreifend erfolgen, da klimaneutral hergestellte Treibstoffe preiswert transportiert werden können. Diese können in schwer umstellbaren Bereichen (zum Beispiel im Flugverkehr, Schifffahrt, Schwerlasttransport) eingesetzt werden.
- Power-to-Mobility: Einsatz von Überschussstrom zum Laden von Elektrofahrzeugen, das theoretisch auch ein Rückspeisen des Batterieinhalts ins Netz ermöglichen würde. Alternative Nutzung von aus Power-to-Gas-Prozessen erzeugtem Methan für CNG und LNG-Mobilität bzw. von Wasserstoff für die Brennstoffzellenmobilität
- Power-to-Chemicals: Einsatz von Überschussstrom in der Industrie zur gezielten Erzeugung von Grundchemikalien für chemische Produkte

Für die gemeinsame Optimierung der Sektoren gibt es eine Reihe von Lösungs-Elementen:
- Kraft-Wärme-Kopplung: gekoppelte Erzeugung von Strom und Wärme mit Heizkraftwerken, Blockheizkraftwerken oder Brennstoffzellen. Anlagen zur gekoppelten Erzeugung von Kraft und Wärme (KWK) können mit erneuerbarem Gas betrieben werden, um elektrische Energie zur Deckung von positiver Restlast zu erzeugen und dabei Wärmesenken bzw. Wärmespeicher zu bedienen.
- Laden von (z. B. Auto-) Batterien in Zeiten des Überschusses von Sonnen- bzw. Windenergie
- Rückspeisung aus (z. B. Auto-) Batterien (V2G) zur Überbrückung von Defiziten im Elektrizitätsversorgungssystem
- Mit Batterie- und Gasspeichern könnten kurz- und langfristige Schwankungen in Stromerzeugung bzw. -verbrauch ausgeglichen werden.[11]